# Prostitution en Bulgarie
La prostitution en Bulgarie est en elle-même légale, mais la prostitution organisée (bordels, réseaux de prostitution ou autres formes de proxénétisme) est interdite.
Le commerce du sexe est une source majeure de revenus pour les criminels bulgares.
L'ONUSIDA estime qu'il y a 10 000 prostituées dans le pays et qu'en 2013, 20 000 prostituées bulgares travaillaient à l'étranger, ce qui représentait une source de devises pour la Bulgarie. En raison des mauvaises conditions socio-économiques, un grand nombre de femmes roms sont impliquées dans la prostitution,. Neuf ONG proposent des services de proximité aux prostituées dans les principales villes.

## Situation juridique
L'article 155 du Code pénal interdit de se procurer et de détenir des locaux utilisés à des fins de prostitution :
(1) Quiconque persuade un individu de se prostituer ou agit comme proxénète ou pourvoyeur pour avoir eu des attouchements ou des copulations indécents sera puni d'un emprisonnement maximal de trois ans et d'une amende de 1000 BGN à 3000 BGN.
(2) Quiconque met systématiquement à la disposition de différentes personnes des locaux pour des rapports sexuels ou des actes de crime est puni d'une privation de liberté de cinq ans au maximum et d'une amende de 1000 BGN à 5000 BGN.
(3) Lorsque les actes visés aux paragraphes 1 et 2 ci-dessus ont été commis dans un but vénal, la peine sera un emprisonnement de un à six ans et une amende de 5 000 à 15 000 BGN.
(4) Quiconque persuade ou force une autre personne à consommer de la drogue ou des analogues de celle-ci aux fins de la prostitution, de la copulation, de l'attentat à la pudeur, des relations sexuelles ou de tout autre acte de gratification sexuelle avec une personne du même sexe est puni d'une peine d'emprisonnement de cinq à quinze ans et d'une amende de 10000 à 50000 BGN
(5) Lorsque l'acte visé aux paragraphes 1 à 4 a été commis:
1. par un individu agissant sur ordre ou en mettant en œuvre une décision d'un groupe criminel organisé;
2. à l'égard d'une personne de moins de 18 ans ou d'une personne aliénée;
3. à l'égard de deux personnes ou plus;
4. à plusieurs reprises;
5. aux conditions d'une récidive dangereuse,
la punition sous les par. 1 et 2 sera un emprisonnement de deux à huit ans et une amende de cinq mille à quinze mille BGN ; en vertu du paragraphe 3 - emprisonnement de trois à dix ans et une amende de dix mille BGN à vingt-cinq mille ; et en vertu du paragraphe 4 - emprisonnement de dix à vingt ans et une amende de cent mille à trois mille BGN.
Les lois sur le vagabondage et l'ordre public sont utilisées contre le racolage des prostituées.

## Trafic sexuel
La Bulgarie a autrefois maintenu une réputation de pays de transit du trafic sexuel, mais par la suite, elle est devenue connue une destination où le commerce du sexe a lieu,. Le pays reste l'un des principaux pays d'origine de la traite des êtres humains dans l'UE. Les femmes et les enfants bulgares sont victimes de trafic sexuel dans le pays, ainsi qu'en Europe et au Moyen-Orient. Des filles roumaines sont victimes de trafic sexuel en Bulgarie. La corruption d'une partie du gouvernement crée un environnement propice à certains délits de traite, et des responsables ont fait l'objet d'une enquête pour implication présumée dans la traite.
Le Bureau de surveillance et de lutte contre la traite des personnes du département d'État des États-Unis classe la Bulgarie parmi les pays de « niveau 2 ».